# Weltzheimer/Johnson House
Weltzheimer/Johnson House – dom mieszkalny zaprojektowany przez architekta Franka Lloyda Wrighta w Oberlin w stanie Ohio. Został zbudowany w latach 1948-1949. Należy do Oberlin College, funkcjonuje jako część Allen Memorial Art Museum. Pierwotnie dom nosił nazwę Rezydencja Charlesa Weltzheimera.
Dom został zamówiony przez Charlesa i Margaret Weltzheimer w 1947 roku, rok po tym, jak przeprowadzili się do Oberlin, aby zamieszkać w pobliżu firmy, której Charles był współwłaścicielem. Dom pierwotnie stał pośród pól kukurydzy na dużej działce naprzeciwko klubu golfowego Oberlin (założonego w 1899 roku i wciąż działającego). Po tym, jak Weltzheimerowie sprzedali nieruchomość, interweniujący deweloperzy dokonali zmian w projekcie Wrighta. W 1968 roku dom został zakupiony przez Ellen H. Johnson, profesor historii sztuki w Oberlin College. Z pomocą swoich studentów i lokalnych wykonawców Johnson przywróciła większość nieruchomości do pierwotnego stanu, zgodnie z projektem Wrighta i w 1992 roku przekazała ją Oberlin College. 

## Galeria

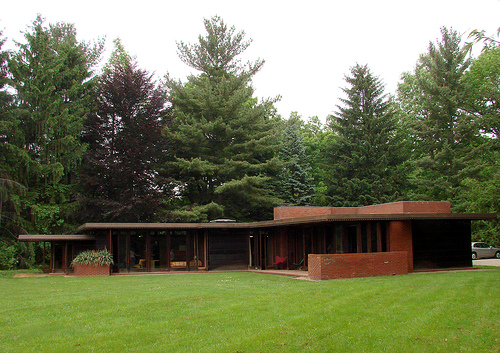
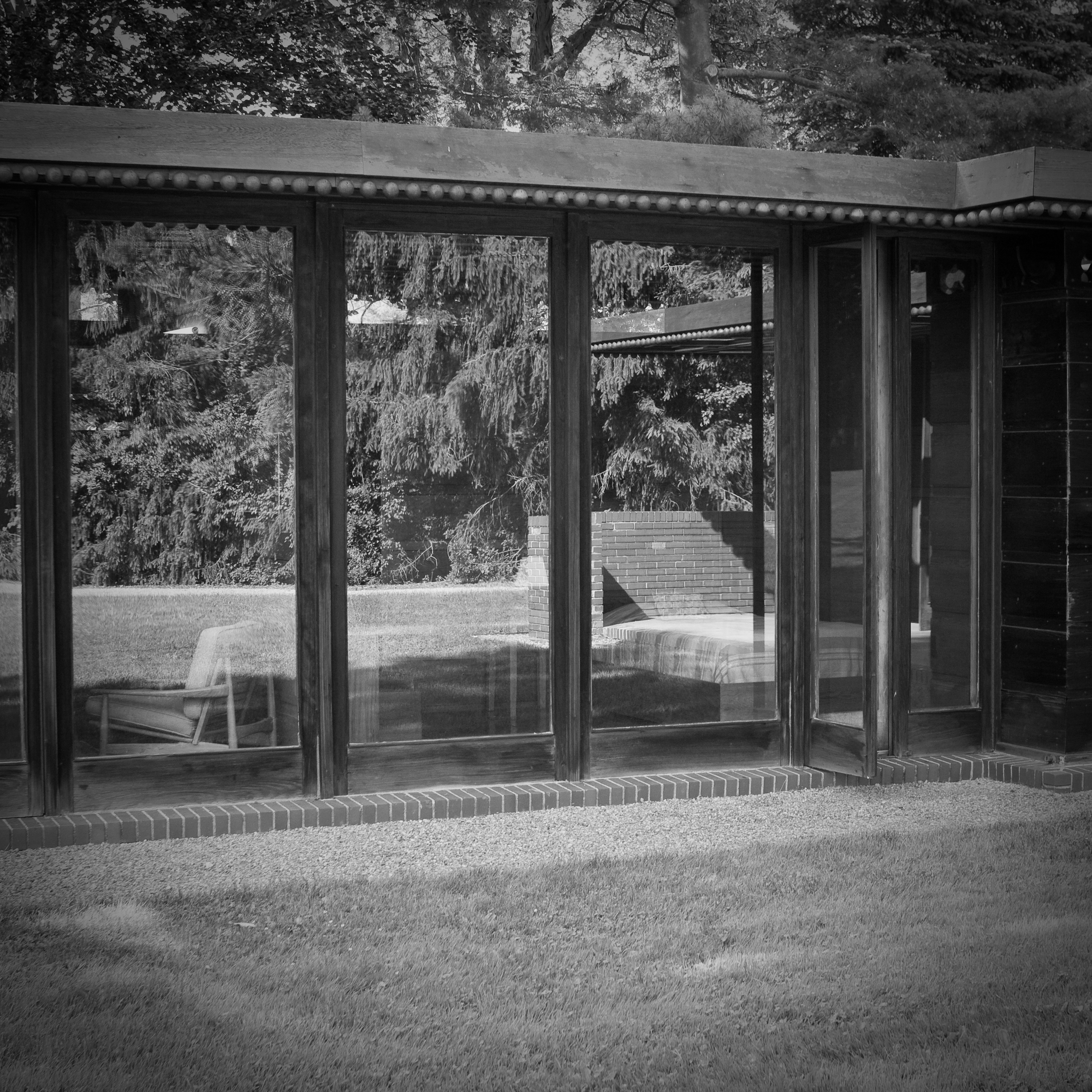
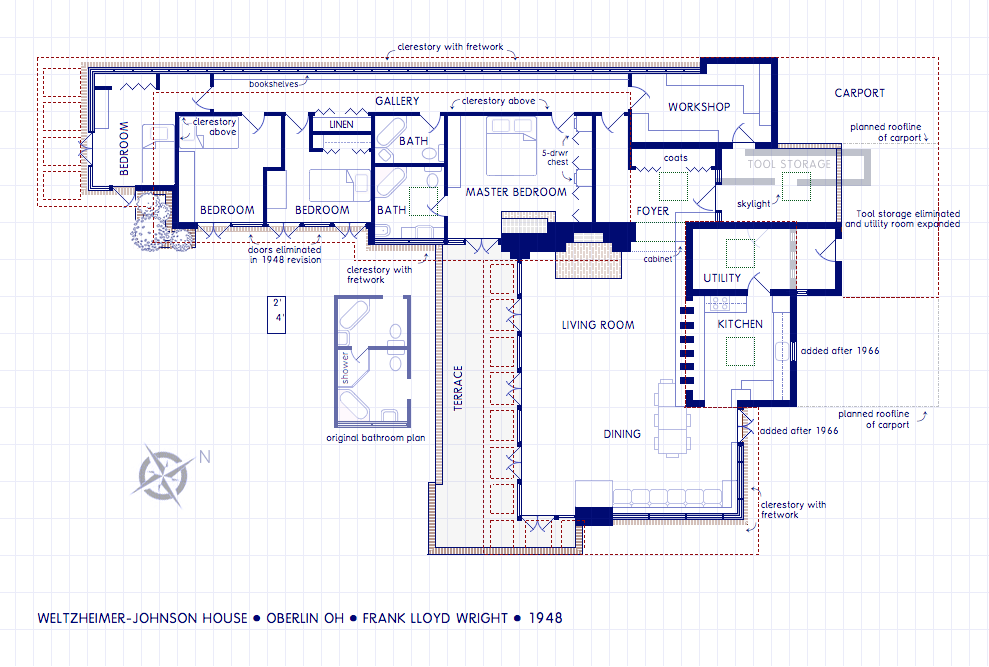